# Mirko Vesel

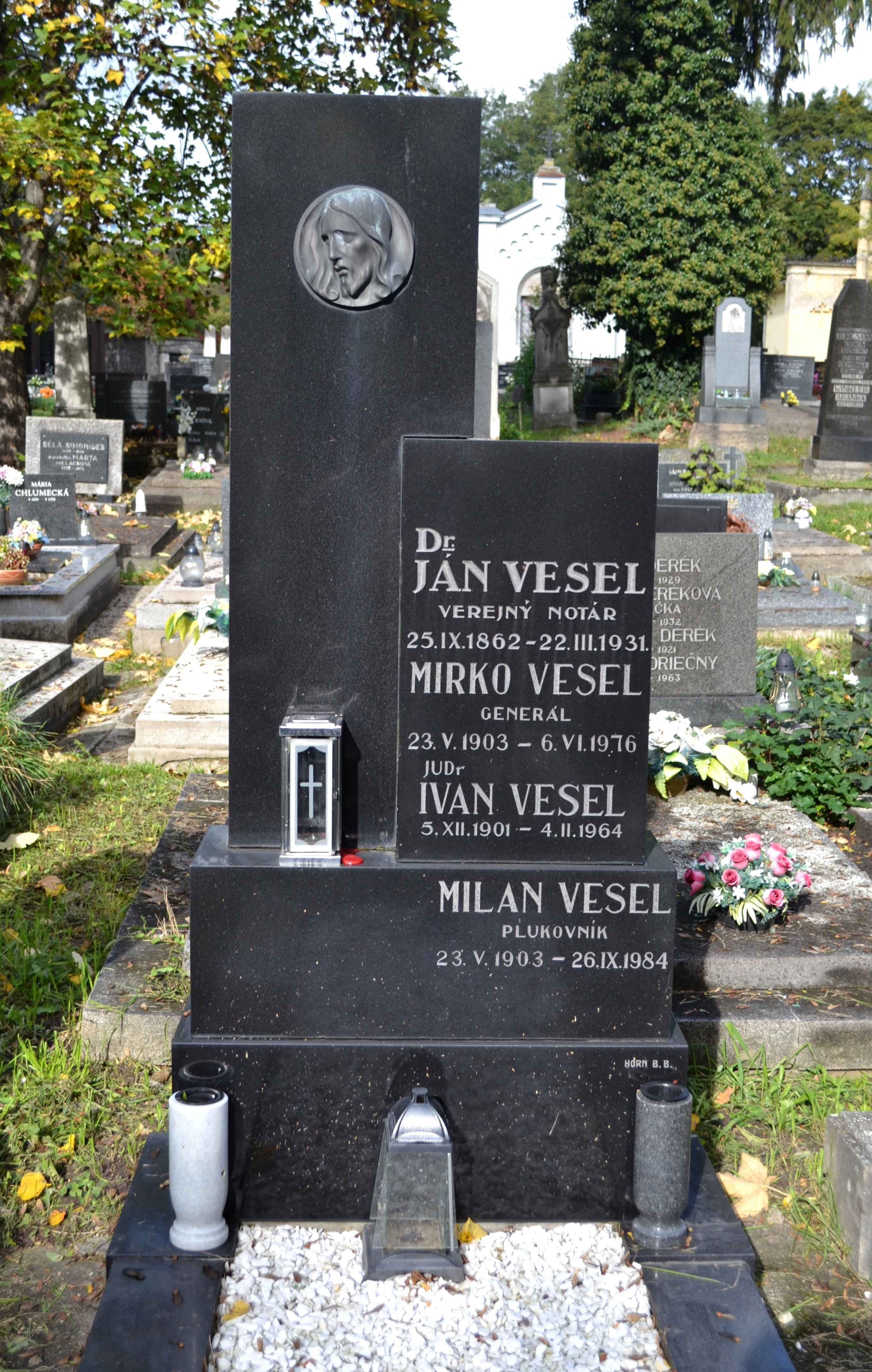
Hrob Veselovců v Banské Bystrici

Mirko Vesel (23. května 1903, Zvolen – 6. června 1976, Weil der Stadt) byl slovenský generál, vojenský velitel, protifašistický bojovník, účastník SNP.

## Životopis
Studoval na gymnáziu v Banské Bystrici (1913–1921), na Vojenské akademii v Hranicích na Moravě, na Vojenské aplikační škole dělostřelectva v Olomouci, později absolvoval více vojenských kurzů. Od 1923 důstojník československé a později slovenské armády z povolání. Příslušník dělostřeleckého pluku ve funkci velitele, přednosta 4. oddělení štábu 1. divize, důstojník na doplňkové zprávě na MNO v Bratislavě. Účastník ilegálního protifašistického hnutí, spolupracovník občanských odbojových skupin. Stoupenec čs. exilové vlády, organizoval informační služby britské rozvědce pro čs. zahraniční odboj. Spoluorganizátor a účastník SNP. 29. srpna 1944 s bratrem Milanem účastník obsazení budovy Velitelství pozemního vojska v Banské Bystrici. Spoluautor Proklamace předsednictví UNV. Během SNP přednosta politické správy Velitelství 1. čs. armády na Slovensku, v říjnu-listopadu 1944 zástupce 1. čs. armády na Slovensku v delegaci povstalecké SNR na jednáních s exilovou vládou v Londýně a účastník delegace na jednáních v Moskvě. Po roce 1945 se zúčastnil budování nové čs. armády, 19. únor 1947 jmenován do hodnosti brigádní generál, roku 1950 zbaven vojenské hodnosti, 1991 mu byla vrácena in memoriam. Městský národní výbor v Banské Bystrici mu udělil čestné občanství in memoriam 21. srpna 1990. Byl pohřben v Banské Bystrici.

## Vyznamenání
- Pamětní medaile Za obranu Slovenska v březnu 1939 [1], 1939 (Slovenský štát)
- Medaile Za hrdinství[2],III. stupeň, 1940 (Slovenský štát)
- Pamätný odznak Za ťaženie proti ZSSR [3], II. třída, 1943 (Slovenský štát)
- Československá vojenská medaile za zásluhy, I. stupeň, 1945
- Řád Slovenského národního povstání, I. třída, 1945
- Československý válečný kříž 1939, 1946
- Československá medaile Za chrabrost před nepřítelem, 1947
- Řád Milana Rastislava Štefánika, II. třída, 1992